# Templin (Potsdam)

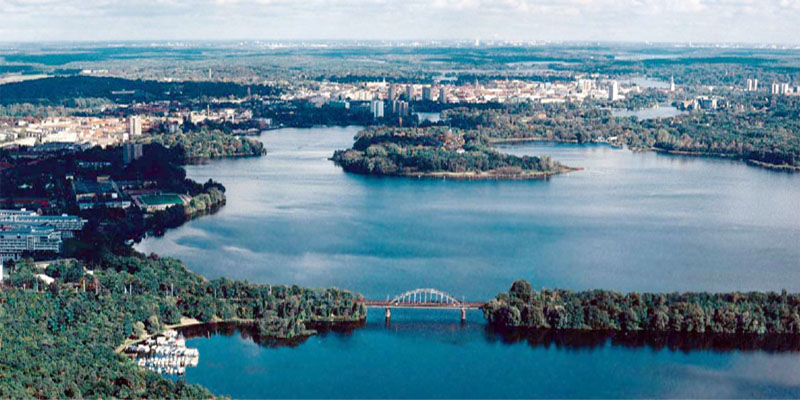
Der Templiner See

Templin ist eine am Ostufer des Templiner Sees gelegene Siedlung (Templiner Straße), die zum Waldgebiet Forst Potsdam Süd der Landeshauptstadt Potsdam (im Land Brandenburg) gehört. Auf der in den Templiner See hineinragenden Halbinsel befand sich im Hochmittelalter eine spätslawisch-frühdeutsche Siedlung dieses Namens, die früh wüst fiel. Bereits in der ersten Landesaufnahme von 1375, dem Landbuch Karls IV. ist der Ort nicht mehr erwähnt.

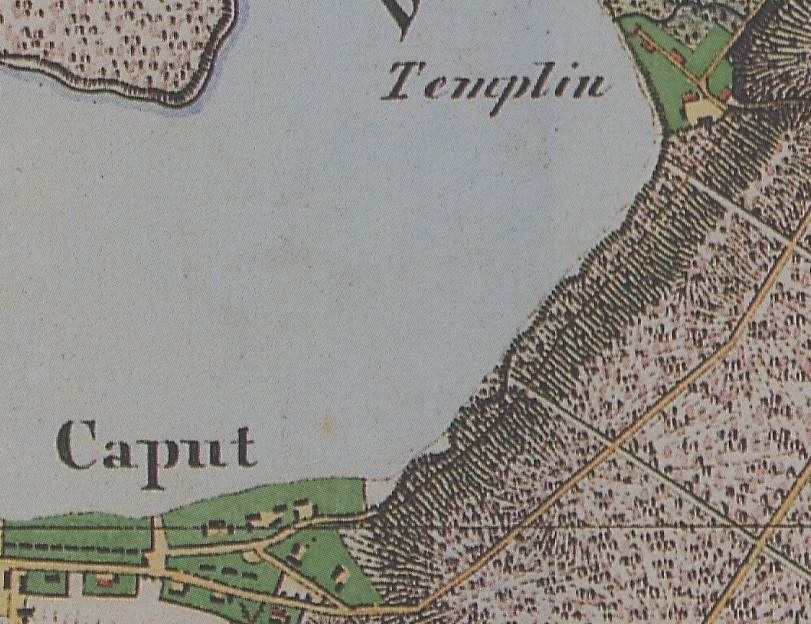
Templin auf dem Urmesstischblatt 3644 Potsdam von 1835

## Geographie und Benennung
Ehe die Havel in ihrem breiten, seenartigem Verlauf von Potsdam südwärts Caputh erreicht, springt eine Landzunge in den Fluss hinein. Dieses Horn wird der Templin genannt. Im Bereich des Templin gibt es eine kleine Siedlung, die ebenfalls Templin genannt wird. Sie hat jedoch keinen kommunalpolitischen Status in der Stadtgliederung von Potsdam. Auch in der neueren topographischen Karte 1:25.000 (Nr. 3644 Potsdam) taucht dieser Name als Bezeichnung der Siedlung nicht auf. Eingezeichnet ist (noch) das Strandbad Templin. Die Siedlung hatte Ende Oktober 2008 43 Einwohner.

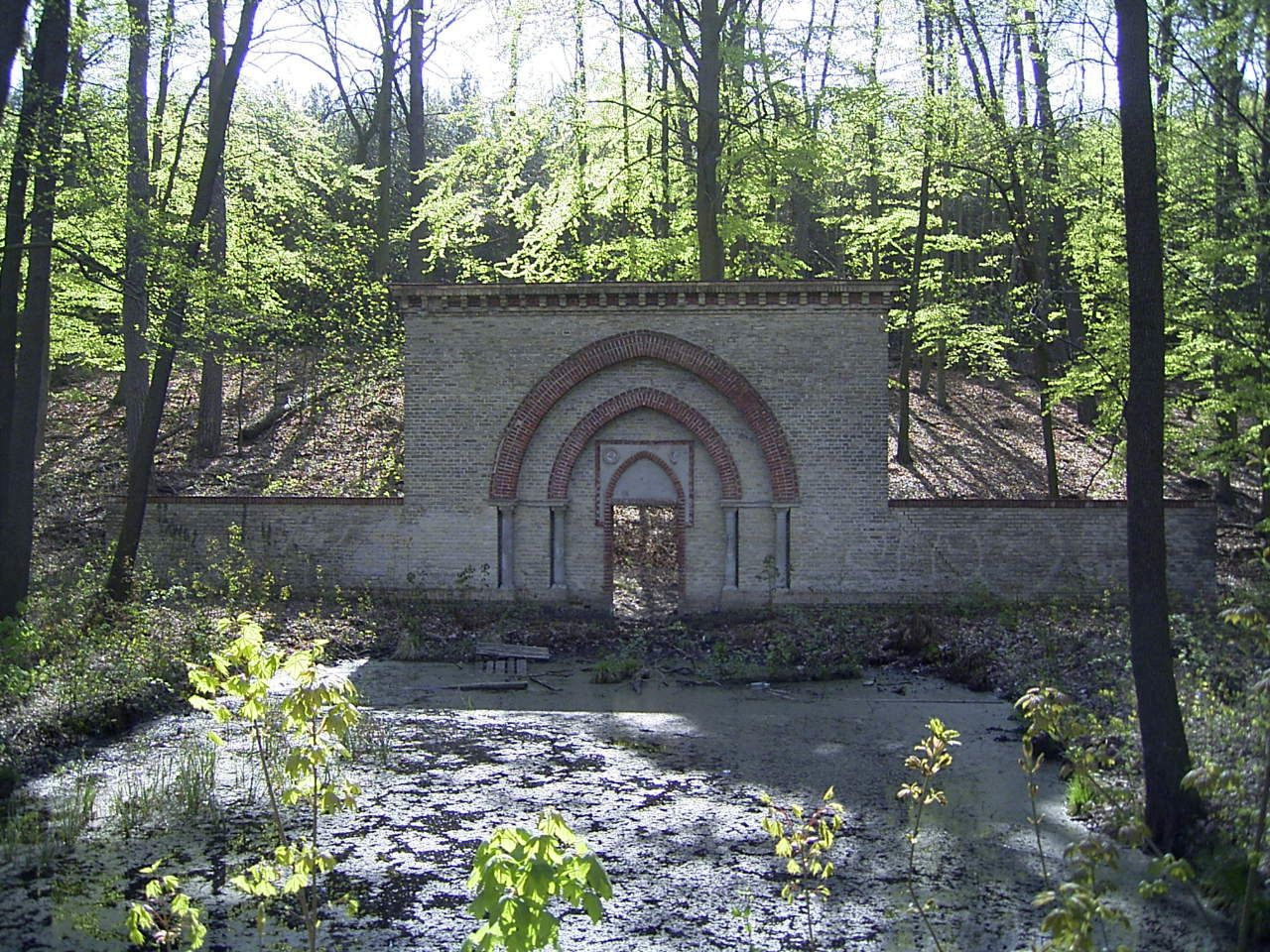
Die Marienquelle

Die Siedlung ist aber Namensgeber für den großen Havelsee (Templiner See), für die Templiner Vorstadt sowie für das Forsthaus Templin am „Waldbad Templin“ (früher „Strandbad Templin“). Bei Templin befindet sich die „Marienquelle“.

## Ältere Geschichte
Der Name Templin ist von einer spätslawisch-frühdeutschen Siedlung dieses Namens abgeleitet, die auf dem „der Templin“ genannten Horn lag und durch Scherbenfunde belegt ist. Sie ist aber urkundlich nicht direkt belegt. Das Historische Ortslexikon erwähnt für 1337/8 einen Petrus Tempellin in Treuenbrietzen, der sich (sehr wahrscheinlich) nach diesem Ort nannte. Der Name leitet sich von einer polabischen Grundform *Tąp-lin ab, zu einem Personennamen *Tąp-la, der mit einem l-Suffix zu einem urslaw. *tǫь stumpfsinnig, tölpelhaft gebildet wurde. In den nordwestslawischen Gebieten sind Ortsnamenbildungen aus Personennamen mit einem l-Suffix häufig. Im Landbuch Karls IV. von 1375 ist der Ort bereits nicht mehr erwähnt. Gleichfalls sehr früh wüst gefallen ist die Siedlung Liesdorf an der Nuthe, die ebenfalls schon nicht mehr im Landbuch erwähnt ist. Die Feldmarken der beiden Siedlungen haben die Spitze des Landspornes eingenommen, der von der Havel im Westen und der Nuthe im Osten gebildet wird. Während die Feldmark von Liesdorf später noch genutzt wurde, bewaldete sich die Feldmark von Templin völlig und gehörte um 1850 zum Forstgutsbezirk Plantagenhaus und damit zum Amt Potsdam.

## Neuere Geschichte
Der Templin mit seinen Niederungs- und Sandflächen und dem unmittelbaren Zugang zum Wasser war ein idealer Standort für eine Bleiche. Christoph Andreas Martin erhielt am 16. März 1748 die Erlaubnis, in diesem Gebiet einen Bleichplatz für seine Barchent- und Kanevas-Fabrik zu errichten. 1756 folgte die Erlaubnis, ein Leineweberhaus mit freiem Holz zu erbauen. Dieses wurde im Lauf der folgenden Jahrzehnte zu einem Gutshof mit einer Plantage von Nuss- und Maulbeerbäumen erweitert.
Der ehemalige französische Gesandte in Berlin Marquis de Moustier kaufte 1796 als Emigrant das Gut, ließ das Anwesen dann jedoch verkommen. Am 15. Dezember 1797 übernahm der Kanonikus Arnold Dietrich Tamm das Gut und baute es zu einem Herrensitz aus. Am 9. Juli 1819  kaufte der General Friedrich Adolf Ludwig von Bismarck (ein Onkel Otto von Bismarcks) das „Luxusgütchen“.
Das Gut wurde 1834 an den Kaufmann Eduard Reinhardt verkauft, der dort eine Tabagie einrichtete und damit auf dem Weg zwischen Potsdam und Caputh eine neue Gaststätte gründete. Der Amtmann Haupt als Land- und Gastwirt begründete 1840 in einem der Gebäude eine Tabagie, ein erstes Gasthaus.

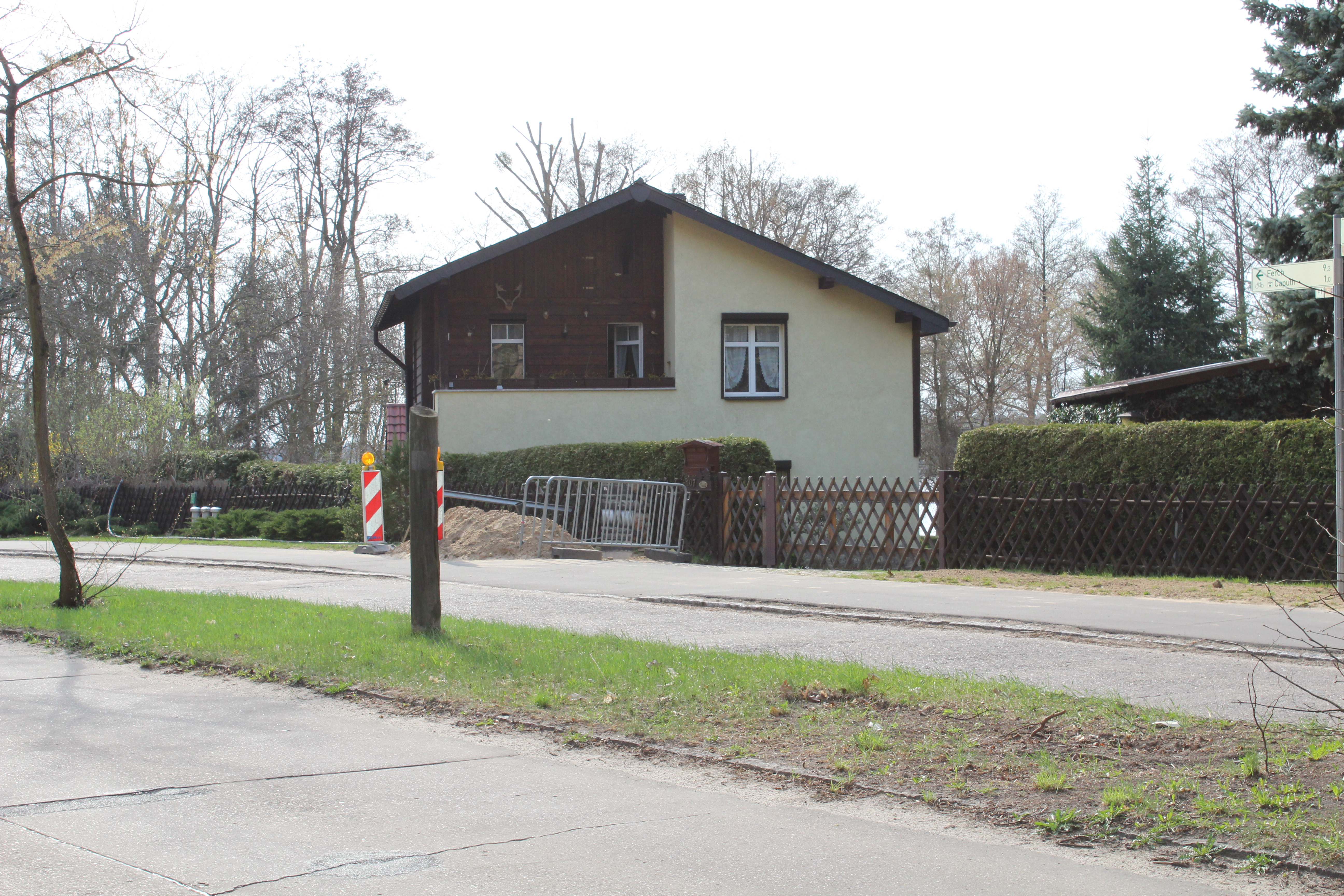
Neues Forsthaus an der Templiner Straße

Am 5. November 1846 zerstörte ein Brand das Hauptgebäude des alten Gutshofes. König Friedrich Wilhelm IV. wünschte die Errichtung eines kleinen „Bayrischen Häuschens“, das so aber nicht realisiert wurde. Dafür entstand ein Forsthaus, in welchem alsbald Forstbeamte aus Caputh ihren Dienst verrichten mussten.
1849 wurde der Havelweg zur Chaussee ausgebaut. Dies wurde als Notstandsarbeit für die Not leidenden Weber von Nowawes ausgeführt und trug so auch zu deren Pazifizierung in der Endphase der demokratischen Revolution in Preußen bei. Friedrich Wilhelm IV. hatte an der „Tabagie“ Gefallen gefunden und es heißt, er habe die Absicht gehabt, „sich in Templin anzukaufen, dort stilvolle Bauten auszuführen und die steilen Waldufer zu hängenden Gärten umzugestalten“. Die Tabagie war seitdem Gaststätte. Zwischen 1997 und 2002 ungenutzt, wird sie seit 2003 als Braumanufaktur Potsdam Forsthaus Templin betrieben.
Aus den am Ufer der Havelbucht gelegenen Flächen des früheren Templin wurde im 20. Jahrhundert das Waldbad Templin hergerichtet. Ein großer Parkplatz bietet Stellflächen und eine Potsdamer Omnibuslinie bringt Gäste hierher.

## Verkehrsanbindung
In unmittelbarer Nähe zum Forsthaus Templin befindet sich eine Anlegestelle der Weissen Flotte Potsdam und des Potsdamer Wassertaxis. Vom Hauptbahnhof Potsdam aus fährt die Buslinie 607 im Ein- bis Zweistundentakt über Templin nach Caputh.